# 2019年世界陸上競技選手権大会・男子4×100mリレー
2019年世界陸上競技選手権大会・男子4×100mリレー（2019ねんせかいりくじょうきょうぎせんしゅけんたいかい・だんし4かける100メートルリレー）は、2019年世界陸上競技選手権大会の種目の一つ。カタール・ドーハのハリーファ国際スタジアムを会場に、2019年10月4日に予選、10月5日に決勝が行われた。アメリカ合衆国がシーズン世界最高かつアメリカ新記録の37秒10で金メダル、イギリスがヨーロッパ記録の37秒36で銀メダル、日本がアジア記録の37秒43で銅メダルをそれぞれ獲得した。

## レース経過

### 予選
予選は現地時間の10月4日21時5分から行われた。1組の開催国カタールが棄権し、2組15国の参加により行われた。決勝進出条件は、各組上位3国と記録上位2国の計8国であった。
予選1組は第5レーンのアメリカと第6レーンのイギリスが早々に抜け出し、最終コーナー通過の時点までこの2国が先頭を争う展開となった。しかし、アメリカは3走マイク・ロジャースと4走クレイボン・ギレスピーのバトンパスのタイミングが合わず、危うくテイクオーバーゾーンを超過しかかり失速。シーズン世界最高の37秒56を記録したイギリスが1着で予選通過、2着にブラジルが入り、3着でゴールインしたアメリカはビデオ判定の結果4走へのバトンパスはゾーン内と認められ、着順での決勝進出を決めた。
予選2組は上位チームの競り合いとなり、4走へのバトンパス時点では第6レーンのフランスがわずかにリード、これを南アフリカ・日本・中国の順で追う形となった。アンカー勝負でフランスを逆転した南アフリカのアカニ・シンビネが、日本のサニブラウン・アブデル・ハキームとの競り合いを制し1着で予選通過。日本が2着に入り、中国はアンカー謝震業が最後にフランスのムハマドゥ・ファルを抜き逆転で3着に入った。
予選2組終了の結果、2組4着のフランスと2組5着のオランダが記録順で残り2枠の決勝進出を決めた。2組5着のオランダと6着のカナダは、記録は同じ37秒91ながら、より精密な計測の結果0秒005差で着順が決まり、カナダは予選敗退となった。カナダの記録37秒91は1組3着で予選通過を果たしたアメリカの38秒03を上回っており、37秒台の記録で決勝に進めないのは4×100mリレー史上初のことであった。予選終了後、1組4着のイタリアは改めてアメリカのリレーゾーン超過による失格を訴えて抗議し、またカナダも、アメリカが失格の場合タイムで上回る自国に決勝進出の権利が与えられるべきだと抗議したが、審議の結果アメリカのバトンパスは正常と判定され、両国の抗議は却下された。

### 決勝
決勝は現地時間の10月5日22時15分から行われた。予選からオーダー変更を行ったのは、2レーンのフランス（4走：ムハマドゥ・ファル → クリストフ・ルメートル）、4レーンの日本（1走：小池祐貴 → 多田修平）、8レーンのアメリカ（4走：クレイボン・ギレスピー → ノア・ライルズ）、9レーンの中国（4走：謝震業 → 別舸）の4か国であった。
レースは、アメリカの1走クリスチャン・コールマンがスタートダッシュに成功しアメリカが先行。日本の多田も好スタートを切った。フランスは1走と2走のバトンパスに失敗し途中棄権した。4走へのバトンパスの時点でアメリカ、日本、イギリスの順となり、アメリカの4走ライルズがさらにリードを広げて1着でゴール。アメリカ新記録かつ世界歴代2位の37秒10で、この種目で2007年大阪大会以来の金メダルを獲得した。最終ストレートでイギリスのネサニエル・ミッチェル＝ブレークが日本のサニブラウンを逆転し、37秒36のヨーロッパ記録で銀メダル。日本も37秒43でアジア記録を更新し、銅メダルを獲得した。オランダは6番手でゴールラインを越えたが、リレーゾーン超過により失格が宣告された。
本種目の結果、決勝レースを完走した6か国が2020年東京オリンピックにおけるこの種目の出場権を獲得した。

## 日程
時刻はカタール時間（UTC+3）
| 日            | 開始時刻 | ラウンド |
| ------------- | -------- | -------- |
| 2019年10月4日 | 21:05    | 予選     |
| 2019年10月5日 | 22:15    | 決勝     |

## 結果

### 予選
決勝進出条件：各組上位3着(Q)+記録上位2着(q)

#### 1組
| 順位 | レーン | 出場国         | 走者 | 記録  | 備考     |
| ---- | ------ | -------------- | --- | ----- | -------- |
| 1    | 6      | イギリス       | アダム・ジェミリ、ツァーネル・ヒューズ、リチャード・キルティ、ネサニエル・ミッチェル＝ブレーク                   | 37.56 | Q, WL    |
| 2    | 2      | ブラジル       | ロドリゴ・ド・ナシメント、ヴィトール・ウーゴ・ドス・サントス、デリック・シウバ、パウロ・アンドレ・デ・オリベイラ | 37.90 | Q, AR    |
| 3    | 5      | アメリカ合衆国 | クリスチャン・コールマン、ジャスティン・ガトリン、マイク・ロジャース、クレイボン・ギレスピー                     | 38.03 | Q, SB    |
| 4    | 4      | イタリア       | フェデリコ・カッタネーオ、マルセル・ジェイコブス、ダヴィデ・マネンティ、フィリッポ・トルトゥ                     | 38.11 | NR       |
| 5    | 7      | ジャマイカ     | オシェイン・ベイリー、ヨハン・ブレーク、ラシード・ドワイヤー、タイケンド・トレーシー                             | 38.15 | SB       |
| 6    | 8      | ガーナ         | シーン・サフォ＝アントウィ、ベンジャミン・アザマティ＝クワク、マーティン・オウス＝アントウィ、ジョセフ・アモア   | 38.24 | SB       |
| -    | 3      | トルコ         | ケイハーン・エゼー、ジャック・ハーヴェイ、エムレ・ザフェル・バーンズ、ラミル・グリエフ                           | DQ    | 163.3(a) |
| -    | 9      | カタール       | | DNS   |          |

#### 2組
| 順位 | レーン | 出場国           | 走者                                                                                             | 記録  | 備考  |
| ---- | ------ | ---------------- | ------------------------------------------------------------------------------------------------ | ----- | ----- |
| 1    | 4      | 南アフリカ共和国 | タンド・ドゥロドゥロ、サイモン・マガクウェ、クラレンス・ムンヤイ、アカニ・シンビネ               | 37.65 | Q, AR |
| 2    | 5      | 日本             | 小池祐貴、白石黄良々、桐生祥秀、サニブラウン・アブデル・ハキーム                                 | 37.78 | Q, SB |
| 3    | 9      | 中国             | 蘇炳添、許周政、呉智強、謝震業                                                                   | 37.79 | Q, NR |
| 4    | 6      | フランス         | アモリ・ゴリタン、ジミー・ヴィコ、メバ＝ミカエル・ゼゼ、ムハマドゥ・ファル                       | 37.88 | q, SB |
| 5    | 3      | オランダ         | ヨリス・ファン・ゴール、タイミル・ブルネット、ヘンスリー・パウリナ、チュランディ・マルティナ     | 37.91 | q, NR |
| 6    | 2      | カナダ           | ギャヴィン・スメリー、アーロン・ブラウン、ブレンドン・ロドニー、アンドレ・ドグラス               | 37.91 | SB    |
| 7    | 7      | ドイツ           | ユリアン・ロイス、ヨシュア・ハルトマン、ロイ・シュミット、マーヴィン・シュルツ                   | 38.24 | SB    |
| -    | 8      | ナイジェリア     | エノック・アデゴケ、ウシェオリツェ・イツェキリ、オゴ＝オゲネ・エグウェロ、シェイェ・オグンレウェ | DQ    | 170.7 |

### 決勝
| 順位 | レーン | 出場国           | 走者 | 記録  | 備考   |
| ---- | ------ | ---------------- | --- | ----- | ------ |
| 1    | 8      | アメリカ合衆国   | クリスチャン・コールマン、ジャスティン・ガトリン、マイク・ロジャース、ノア・ライルズ                             | 37.10 | WL, NR |
| 2    | 7      | イギリス         | アダム・ジェミリ、ツァーネル・ヒューズ、リチャード・キルティ、ネサニエル・ミッチェル＝ブレーク                   | 37.36 | AR     |
| 3    | 4      | 日本             | 多田修平、白石黄良々、桐生祥秀、サニブラウン・アブデル・ハキーム                                                 | 37.43 | AR     |
| 4    | 6      | ブラジル         | ロドリゴ・ド・ナシメント、ヴィトール・ウーゴ・ドス・サントス、デリック・シウバ、パウロ・アンドレ・デ・オリベイラ | 37.72 | AR     |
| 5    | 5      | 南アフリカ共和国 | タンド・ドゥロドゥロ、サイモン・マガクウェ、クラレンス・ムンヤイ、アカニ・シンビネ                               | 37.73 |        |
| 6    | 9      | 中国             | 蘇炳添、許周政、呉智強、別舸                                                                                     | 38.07 |        |
| -    | 2      | フランス         | アモリ・ゴリタン、ジミー・ヴィコ、メバ＝ミカエル・ゼゼ、クリストフ・ルメートル                                   | DNF   |        |
| -    | 3      | オランダ         | ヨリス・ファン・ゴール、タイミル・ブルネット、ヘンスリー・パウリナ、チュランディ・マルティナ                     | DQ    | 170.7  |

### 参照
1. 1 2  “4x100 Metres Relay Men Results - Final｜IAAF World Athletics Championships, DOHA 2019”.   IAAF (2019年10月5日). 2019年10月7日閲覧。
2. ↑  “4x100 Metres Relay Men Startlist｜IAAF World Athletics Championships, DOHA 2019”.   IAAF (2019年10月4日). 2019年10月5日閲覧。
3. 1 2  “4x100 Metres Relay Men Results - Heats｜IAAF World Athletics Championships, DOHA 2019”.   IAAF (2019年10月4日). 2019年10月7日閲覧。
4. 1 2 3  “繰り上げ連発の影響？リレーで抗議続発　イタリア、カナダが米国の失格訴えるも却下”.   デイリースポーツ (2019年10月5日). 2019年10月5日閲覧。
5. 1 2  “サニブラウン、リレーデビュー戦は「新鮮味があってリラックスして走れた」　決勝は史上空前の３７秒台決戦へ…”.   スポーツ報知 (2019年10月5日). 2019年10月5日閲覧。
6. 1 2  “リレー侍、史上最難関も予選突破　リオ銅カナダ敗退”.   日刊スポーツ (2019年10月5日). 2019年10月5日閲覧。
7. 1 2  “男子リレー、米国新で６大会ぶり金＝世界陸上”.   時事通信 (2019年10月6日). 2019年10月7日閲覧。[リンク切れ]
8. ↑  “リレー侍、示した層の厚さ「どの４人が入っても」９秒台小池外しスタート巧者の多田”.   デイリースポーツ (2019年10月6日). 2019年10月7日閲覧。
9. ↑  “多田修平と白石黄良々、力走と好連係　男子４００継／陸上”.   サンケイスポーツ (2019年10月6日). 2019年10月7日閲覧。
10. ↑  “日本男子400mリレーで銅、米国が金メダル 世界陸上”.   AFPBB.com (2019年10月6日). 2019年10月7日閲覧。
11. ↑  “サニブラウン「あいつらは速い」リレー侍銅メダル”.   日刊スポーツ (2019年10月6日). 2019年10月7日閲覧。
12. ↑  “男子400メートルリレー　日本は「銅」37秒43アジア新で　世界陸上”.   毎日新聞 (2019年10月6日). 2019年10月7日閲覧。